# Léonard Mulamba
Léonard Mulamba (ur. 1928 w Kasai, zm. 12 sierpnia 1986) – kongijski (zairski) polityk, dyplomata i wojskowy w stopniu generała majora, od 25 listopada 1965 do 26 października 1966 premier Demokratycznej Republiki Konga.
Wywodził się z regionu Kasai. Początkowo od 1949 należał do podlegającej Francuzom żandarmerii Force Publique. W 1960 został sierżantem majorem, po uzyskaniu przez Demokratyczną Republikę Konga niepodległości został błyskawicznie oficerem. W 1960 dowodził żandarmami Luluabourgu, w 1962 zgrupowaniem w Stanleyville. Zyskał sławę broniąc Costermansville podczas wojny domowej w 1964, po czym zyskał wojskową władzę nad północno-wschodnią częścią kraju. W październiku tego roku został szefem sztabu.
Po zamachu stanu Mobutu Sese Seko w listopadzie przejął funkcję premiera. Ustąpił po naciskach kierownictwa armii; Mobutu został wówczas zarówno głową państwa, jak i rządu. Mulamba pełnił następnie służbę dyplomatyczną jako ambasador w Indiach (1967–1969), Japonii (1969–1976) i Brazylii (1976–1979). Od 1979 do 1983 kierował organizacją przyznającą ordery. Zmarł w 1986 wskutek choroby Parkinsona.